# Lucas Kryzs
Lucas Bernard Denis Kryzs (Lunéville, 10 de febrero de 2001) es un deportista francés que compite en tiro, en la modalidad de rifle.
Ganó dos medallas de plata en el Campeonato Europeo de Tiro, en los años 2024 y 2025. Participó en los Juegos Olímpicos de París 2024, ocupando el sexto lugar en la prueba rifle 3 posiciones 50 m.

## Palmarés internacional
| Campeonato Europeo | Campeonato Europeo    | Campeonato Europeo | Campeonato Europeo      |
| Año                | Lugar                 | Medalla            | Prueba                  |
| ------------------ | --------------------- | ------------------ | ----------------------- |
| 2024               | Győr (Hungría)        | Medalla de plata   | Rifle 10 m mixto        |
| 2025               | Châteauroux (Francia) | Medalla de plata   | Rifle 3 posiciones 50 m |